# 米田実

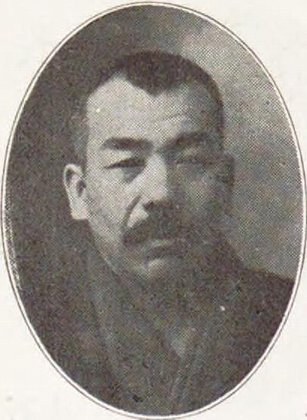
米田実

米田 実（米田 實、よねだ みのる、1863年8月28日（文久3年7月15日） - 1926年（大正15年）9月16日）は、日本の弁護士、政治家。衆議院議員（奈良県奈良市選出、当選2回）。族籍は奈良県平民。

## 人物
大和国奈良（現在の奈良県奈良市）出身。生家は代々農業を営む。米田新八の長男。米田奈良吉の兄。
漢学を修めた後、教職に従事していたが、奈良市内衛生委員・町役場委員などの公吏の職に就いた。1887年（明治20年）に明治法律学校（現在の明治大学）に入学し、在学中に代言人試験に合格した。東京で弁護士事務所を開き、東京組合弁護士会評議員に選出された。後に公証人に転じた。
1904年（明治37年）、第9回衆議院議員総選挙に出馬し、当選。1915年（大正4年）の第12回衆議院議員総選挙で再選された。無名倶楽部、立憲同志会、憲政会に所属。

## 家族・親族
米田家
- 父・新八（農業）
- 弟・奈良吉[1]（1875年 - 1938年、逓信次官、逓信協会会長）
- 長男・冨士雄（日本船主協会理事長、海運振興会々長）
  - 同妻・治子（陸軍大将・秋山好古の四女）